# Trzy japońskie pejzaże
Trzy japońskie pejzaże (jap. 日本三景 Nihon-sankei) – trzy najsławniejsze miejsca widokowe w Japonii. Ich wyboru dokonał Razan Hayashi (1583–1657), myśliciel neokonfucjański, w 1643 roku.
Te trzy miejsca to:

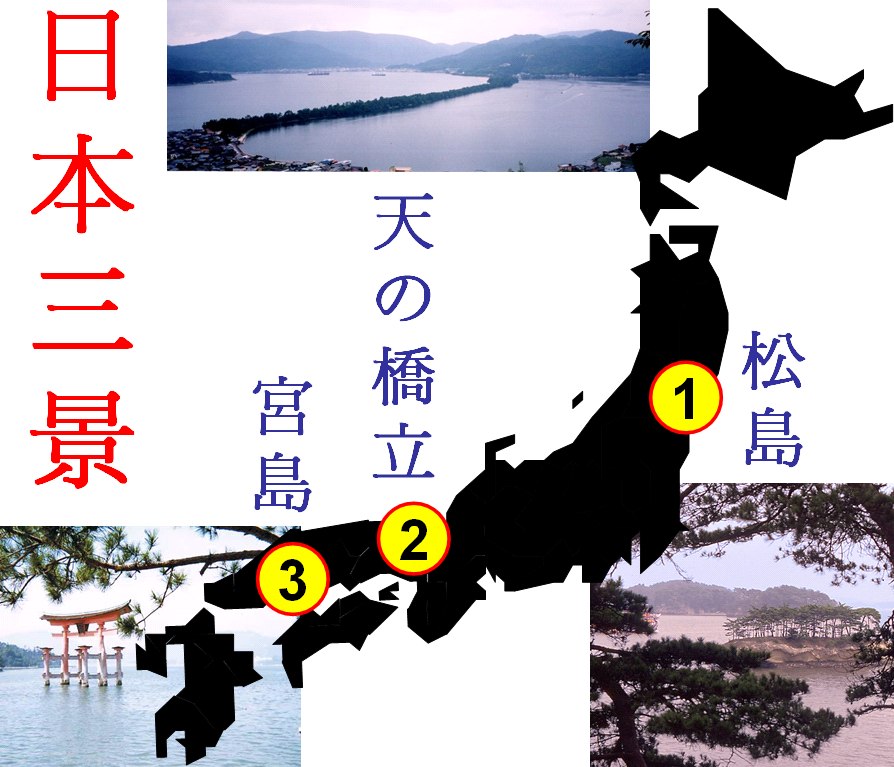
Usytuowanie na terenie Japonii

- Matsushima (zatoka), prefektura Miyagi (nr 1 na mapie);
- mierzeja Ama-no-hashidate, prefektura Kioto (nr 2 na mapie);
- Itsukushima (Miyajima), prefektura Hiroszima (nr 3 na mapie).